# Protéines SOX
Pour les articles homonymes, voir SOX.
Les protéines SOX sont un ensemble de facteurs de transcription qui jouent un rôle très important dans l’embryogenèse et dans la destinée des cellules non différenciées.
Cette famille de protéines tire son nom de SRY (Sex determining Region on Y)-box. Cette famille a été nommée ainsi à cause du domaine HMG (High Mobility Group) qu’elle possède et qui est très semblable à celui de SRY, le gène codant la différenciation des gonades en testicules chez les embryons mâles.

## Protéines de la famille SOX
- SOX2
- SOX6
- SOX9
- SOX17